# Boscarla australiana
La boscarla australiana (Acrocephalus australis) és una espècie d'ocell de la família dels acrocefàlids (Acrocephalidae) que habita canyars, bambús i matolls d'Austràlia i Tasmània.